# Antonio Cugini
Antonio Cugini (Reggio Emilia, 23 settembre 1677 – Reggio Emilia, 8 febbraio 1765) è stato un architetto italiano.

## Opere
Allievo di Ferdinando Galli da Bibbiena, si dedicò principalmente alla progettazione di edifici teatrali, tra cui:
- il Teatro Pubblico di Reggio Emilia, (1740), distrutto da un incendio nel 1851
- il Teatro di Brescia, (1742)
- il Teatro del Palazzo Ducale di Modena, (1749)
- il Teatro Nuovo e della Nobiltà di Padova, (1751)

Progettò inoltre l’Armeria ducale di Modena, (1759).